# Vidago (União das Freguesias de Vidago, Arcossó, Selhariz e Vilarinho das Paranheiras)
Vidago (União das Freguesias de Vidago, Arcossó, Selhariz e Vilarinho das Paranheiras) ist eine portugiesische Gemeinde (Freguesia) im Kreis (Concelho) Chaves im Norden Portugals.

## Geschichte
Die Gemeinde entstand im Zuge der Gebietsreform vom 29. September 2013 durch die Zusammenlegung der ehemaligen Gemeinden Vidago, Arcossó, Selhariz und Vilarinho das Paranheiras.
Vidago wurde Sitz der neuen Verwaltung.

## Demographie
| Freguesia | Freguesia                                             | Freguesia | Freguesia       | ehemalige Freguesias      | ehemalige Freguesias | ehemalige Freguesias | ehemalige Freguesias |
| --------- | ----------------------------------------------------- | --------- | --------------- | ------------------------- | -------------------- | -------------------- | -------------------- |
| Wappen    | Freguesia                                             | Einwohner | Fläche in (km²) | Wappen                    | Freguesia            | Einwohner            | Fläche in (km²)      |
|           | Vidago, Arcossó, Selhariz e Vilarinho das Paranheiras | 1728      | 24,57           |                           | Vidago               | 1204                 | 6,39                 |
|           | Vidago, Arcossó, Selhariz e Vilarinho das Paranheiras | 1728      | 24,57           | Arcossó                   | 325                  | 7,95                 |                      |
|           | Vidago, Arcossó, Selhariz e Vilarinho das Paranheiras | 1728      | 24,57           | Selhariz                  | 244                  | 5,69                 |                      |
|           | Vidago, Arcossó, Selhariz e Vilarinho das Paranheiras | 1728      | 24,57           | Vilarinho das Paranheiras | 220                  | 4,55                 |                      |